# Lignomyces
Lignomyces is een geslacht van schimmels behorend tot de familie Pleurotaceae. Het geslacht bevat maar een soort, namelijk Lignomyces vetlinianus.